# Životinje
Životinje (lat. Animalia) su jedno od carstava u domeni eukariota. Životinje su višestanični organizmi. Životinje nemaju staničnu stijenku, po čemu se razlikuju od biljaka, algi i gljiva. Životinjsko carstvo se dijeli na različite podskupine, pa unutar toga dalje u porodice i dalje. Prirodna znanost koja se bavi životinjama naziva se zoologija. Danas postoji preko milijun vrsta životinja. 
Životinje su živa bića koja svoju energiju ne dobivaju fotosintezom, nego se hrane drugim životinjskim ili biljnim organizmima, a za disanje trebaju kisik. Izdišu ugljikov dioksid koji je potreban biljkama da bi proizvele kisik. Većina životinja je pokretna i ima osjetila. Sve životinje se kreću da bi mogle naći hranjive tvari, jedinku suprotnog spola za razmnožavanje i pobjeći od neprijatelja. Gotovo sve životinje imaju neki oblik spolnog razmnožavanja, mogu biti muškog ili ženskog spola. Pojedine stanice i organi specijalizirani su za razmnožavanje. Mnoge životinje također imaju sposobnost nespolnog razmnožavanja. To se može dogoditi putem partenogeneze, kojom su plodna jaja proizvedena bez parenja.

### Podjela i procjena broja životinjskih vrsta
- Sisavci (Mammalia): 5.501 vrsta otkrivena; procjena: 5.600 vrsta
- Ptice: 10.064 vrsta; procjena: 10.500 vrsta
- Gmazovi: 9.547 vrsta; procjena: 12.000 vrsta
- Vodozemci: 6.771 vrsta; procjena: 15.000 vrsta
- Ribe: 32.400 vrsta; procjena: 45.000 vrsta
- Rakovi 47.000 vrsta; Procjena 150.000 vrsta
- Mekušci: 85.000 vrsta: procjena: 2.000.000 vrsta
- Paučnjaci (Arachnida): 102.248 vrsta; procjena: 600.000 vrsta
- Kukci (Insecta) 1.000.000 vrsta; procjena 5.000.000 vrsta[1]

## Nastanak životinja
U znanosti je zastupljeno mišljenje da su se prve životinje pojavile u pretkambriju, prije oko 700 milijuna godina, dok neki znanstvenici smatraju da se nastanak prve životinjske stanice dogodio prije oko milijardu godina. Velike morfološke razlike između današnjih grupa su se pojavile još u kambriju, ili u ediakariju. Tada su vjerojatno bile prisutne sljedeće skupine životinja: spužve, žarnjaci, mekušci, člankoviti crvi (anelide) i člankonošci.

## Osobine životinja
Po broju stanica, životinje se dijele na jednostanične i višestanične. Velika većina životinja su višestanični organizmi. Tradicionalno, u životinje se ubraja i cijela jedna grupa jednostaničnih organizama, protozoa. To se međutim više ne može biološki opravdati. Najbliži srodnici pravih višestaničnih organizama su Choanoflagellata.
Životinje, za razliku od biljaka, ne mogu proizvoditi same hranu. One ju pronalaze kretanjem u prirodi na različite načine. Nastanjuju određene prostore (staništa) koji im osiguravaju potrebne životne uvjete, a one se tom prostoru prilagođavaju. Postoji nekoliko vrsta staništa, a to su: travnjaci, more i šume i dr. Ona se razlikuju, primjerice temperaturom zraka i količini svjetlosti, i ako se životinja ne može prilagoditi svom novom staništu, ona će uginuti. Mladunci kod životinja legu se iz jaja ili se kote živi mladi.
Biljke i životinje, unatoč nekim razlikama, međusobno su povezane.

## Prehrana
Sve su životinje heterotrofni organizmi, što znači da se hrane izravno ili neizravno drugim živim bićima. Ugljikohidrate potrebne za život, uzimaju iz organskih tvari. Po vrsti hrane koju koriste dijele se na: mesoždere, biljoždere, sveždere i parazite. Životinje koriste šećere pohranjene u biljkama poput glukoze i fruktoze kao izvor energije. Korist od toga imaju i mesožderi koji se hrane životinjama, koje su konzumirale biljnu hranu. Biljožderi koji se brane od mesoždera (predatora) imaju različite načine zaštite poput mimikrije.  
Mesožderi su životinje koje se hrane pretežno mesom poput: mačkolikih životinja, većine psolikih životinja, kitova, gotovo svih šišmiša, ptica grabljivica, nekih ptica vodarica, krokodila i dr. Biljožderi se hrane pretežno biljkama poput: deva, zebri, većine primata, koala i dr. Svežderi imaju sposobnost probavljanja hrane biljnog i životinjskog porijekla. To su npr. medvjedi, svinje, ježevi, vjeverice, vrane i dr. Paraziti se hrane na štetu domaćina u kojem obitavaju poput: dječje gliste, trakavica, metilja i dr.

## Odnos životinja s čovjekom
Prirodnoznanstveno gledano, i čovjeka treba smatrati životinjom. Biologija ponašanja je pokazala da životinje s višim stupnjem razvoja živčanog sustava koriste komplicirane uzorke ponašanja i određene znakove koje nazivamo i govor životinja (glasanje, mimika, i sl.). Pored čovjeka, i neke životinje pokazuju, bar u naznakama, sposobnost apstraktnog mišljenja. Međutim, osim čovjeka nije poznata ni jedna životinjska vrsta koja bi mogla stvoriti "visoko razvijenu" kulturu. Razlikovanje koje u većini jezika postoji između čovjeka i životinje, znanstveno gledano, nije održivo. O odnosu čovjeka prema drugim životinjama ("Odnos čovjek-životinja") pogledaj Filozofsku antropologiju.

## Zaštita životinja
Postoje mnogi zakoni, s ciljem zaštite životinja i njihove životne sredine od štetnog ljudskoga djelovanja. Ponekad se radi o zaštiti od narušavanja prirodne ravnoteže i gubitku staništa, a ponekad o zaštiti protiv neetičnog postupanja i zlostavljanja životinja. Donesena je Europska konvencija o zaštiti i dobrobiti životinja, a u Hrvatskoj "Zakon o zaštiti životinja" (Narodne novine broj 135/06) i niz pravilnika. 
Zagađenje okoliša uzrokovano industrijom i potrošačkim društvom također destabilizira životni prostor životinja. Velika su opasnost izlijevanja nafte iz naftnih platformi i havarije tankera. Morskim pticama nafta se lijepi za perje te umiru od trovanja prilikom čišćenja perja. Prekomjeran lov i ribolov nepovoljno utječu na populacije životinja. Dolaskom bijelaca u Sjevernu Ameriku broj bizona smanjio se s nekoliko milijuna na samo nekoliko tisuća jedinki. Intenzivna poljoprivreda u kojoj se koristi mnogo pesticida i umjetnih gnojiva mijenja prirodnu ravnotežu na velikim poljoprivrednim površima, čime se šteti velikom broju životinja. 
Postoje organizacije i udruge za zaštitu životinja. Među najpoznatijima su: Udruga građana za etičko postupanje nad životinjama (PETA), Svjetska organizacija za zaštitu prirode (WWF), Svjetsko društvo za zaštitu životinja (WSPA), a u Hrvatskoj na tom području radi udruga Prijatelji životinja.

### Izumiranje životinjskih vrsta
Tijekom povijesti, nastajale su nove i izumirale dotadašnje životinjske vrste u skladu s prirodnim zakonima. Masovna izumiranja bila su nakon kataklizmi, npr. izumiranje dinosaura i primitivnih sisavaca. Nakon izumiranja slijedilo je vrijeme pojavljivanja brojnih novih životinjskih vrsta.
Čovjek pokušava ukrotiti prirodu, čime smanjuje životni prostor životinja, što dovodi do izumiranja ugroženih životinjskih vrsta. Zbog štetnog ljudskog djelovanja, u 17. stoljeću izumrlo je 7 životinjskih vrsta (npr. dodo i divlje govedo oroks, u 18. stoljeću izumrlo je 11 vrsta (npr. Štelerova morska krava i plava antilopa), u 19. stoljeću izumrlo je 27 vrsta (npr. velika njorka, konj tarpan, zebra kvaga), a u 20. stoljeću iščezlo je 67 životinjskih vrsta (npr. papagaj iz Karoline, golub selac i ptica huia). Brigom društva za zaštitu životinja spašene su od izumiranja na desetke životinjskih vrsta, koje sada imaju stabilne populacije poput: kozoroga, arapskog oriksa, europskog bizona, havajske guske, bjelorepog gnua, prževalskog konja i dr.
Predviđa se izumiranje mnogih životinjskih vrsta u bliskoj budućnosti. Među najugroženijima su: javanski nosorog, mauricijski kliktavac i kineski aligator. Rade se popisi ugroženih životinja, koje se zovu "Crvene knjige". Među najosjetljivijim grupama su velike mačke i ptice grabljivice.

## Klasifikacija
Koljeno
- Koljeno Acanthocephala () (946). 
  - Razred: Archiacanthocephala () (168);
  - Eoacanthocephala () (167);
  - Palaeacanthocephala () (611)
- Koljeno Annelida () (13,245). Razred: 
  - Clitellata (1,562);
  - Polychaeta () (11,683)
- Koljeno Arthropoda () (883,570). Razred: 
  - Arachnida () (61,624);
  - Branchiopoda () (613):
  - Cephalocarida (12);
  - Chilopoda (centipede) (3,138);
  - Collembola (1);
  - Diplopoda (millipede) (9,601);
  - Diplura (1);
  - Entognatha (2,837);
  - Insecta () (776,088);
  - Malacostraca () (20,962);
  - Maxillopoda (5,184);
  - Merostomata () (4);
  - neoznačeno (Symphyla; (83);
  - Ostracoda () (1,718);
  - Pauropoda () (415);
  - Pycnogonida () (1,264);
  - Remipedia (25)
- Koljeno Brachiopoda () (411). Razred: 
  - Craniata (c) (19);
  - Lingulata (24);
  - neoznačeno (16; Thecideida);
  - Rhynchonellata (352)
- Koljeno Bryozoa () (5,673). Razred: 
  - Gymnolaemata (4,929)
  - Phylactolaemata (69)
  - Stenolaemata (675)
- Koljeno Chaetognatha () (178). Razred: 
  - neoznačeno (178), 
    - red (neoznačeno 178). 
      - Porodice: Bathybelosidae (1); Eukrohniidae () (56); Krohnitelldae (1); Krohnittellidae (2); Krohnittidae () (3); Pterokrohniidae (1); Pterosagittidae (1); Sagittidae () (87); Spadellidae () (25); Torquatoridae (1)
- Koljeno Chordata () (64,210). Razred:
  - Actinopterygii () (30,426)
  - Amphibia (amphibians) (6,440)
  - Appendicularia () (65)
  - Ascidiacea (ascidians and sessile tunicates) (2,251)
  - Aves (birds) (9,963)
  - Cephalaspidomorphi (lampreys) (43)
  - Cephalochordata (lancelets) (33)
  - Elasmobranchii (sharks and rays) (1,128)
  - Holocephali (chimaeras) (49)
  - Mammalia (mammals) (4,998)
  - Myxini (hagfishes) (77)
  - Reptilia (reptiles) (8,655)
  - Sarcopterygii (lobe-finned fishes and terrestrial vertebrates) (8)
  - Thaliacea (pelagic tunicates) (74)
- Koljeno Cnidaria () (9,912). Razred: 
  - Anthozoa (anemones and corals) (5,936)   (28)   (1)
  - Cubozoa (sea wasps or box jellyfish) (36)
  - Hydrozoa (hydralike animals, hydroids, and hydrozoans) (3,698)   (3)
  - Scyphozoa (cup animals and jellyfishes) (194)   (1)
  - Staurozoa (48)
- Koljeno Ctenophora () (166). razred:
  - Nuda (23)
  - Tentaculata () (143)   (1)
- Koljeno Cycliophora (2). Razred:
  - Eucycliophora (2)
- Koljeno Echinodermata () (4,615). Razred:
  - Asteroidea () (1,913)
  - Crinoidea () (74)
  - Echinoidea () (184)
  - Holothuroidea () (290)
  - Ophiuroidea () (2,153)
  - Somasteroidea (1)
- Koljeno Echiura () (179). razred: 
  - neoznačeno (179)
    - Red. Neoznačeno (179). Porodice: Bonelliidae (78); Echiuridae () (95); neoznačeno {2, rodovi Binoraphorus (1) Sactosoma (1)}; Urechidae () (4)
- Koljeno Gastrotricha () (716). Razred: 
  - neoznačeno (716)
    - Red. Chaetonotida (Gastrotrichs) (454); Macrodasyda (262)
- Koljeno Gnathostomulida () (98). Razred:
  - Neoznačeno (98)
    - Red. Bursovaginoidea () (70); Filospermoidea () (28)
- Koljeno Hemichordata () (106). Razred:
  - Enteropneusta () (81)
  - Pterobranchia () (25)
- Koljeno Kamptozoa (171). Razred:  (171)
  - Neoznačeno (171)
    - Red: neoznačeno  (171).
      - Porodice: Barentsiidae (Invert) (25); Loxokalypodidae (Invert) (2); Loxosomatidae (Invert) (124); Pedicellinidae (Invert) (20)
- Koljeno Kinorhyncha (157). 
  - Razred, Neoznačeno (157)
    - Red: Cyclorhagida (91); Homalorhagida (66)
- Koljeno Loricifera (22)
  - Razred, neoznačeno 22
    - Red: Nanaloricida (22)
      - Porodcice: Nanaloricidae (6); Pliciloricidae (16)
- Koljeno Micrognathozoa (1)
  - Razred, neoznačen (1)
    - Red: Limnognathida (1)
      - Porodica: Limnognathiidae (1)
        - Rod: Limnognathia (1)
          - Vrsta: Limnognathia maerski
- Koljeno Mollusca (mekušci) (14,227) 
  - razred: Aplacophora (66)
  - razred: Bivalvia (bivalves and clams) (2,340)   (77)   (17)
  - razred: Cephalopoda (octopuses and squids) (739)
  - razred: Gastropoda (gastropods, slugs, and snails) (9,630)   (79)   (11)
  - razred: Monoplacophora (Molluscs) (29)
  - razred: Polyplacophora (Chitons/coat-of-mail snails) (907)
  - razred: Scaphopoda (tusk shells) (516)
- Koljeno Myxozoa () (40) 
  - razred Myxosporea (40)  
    - Red: Bipolarina (1); Bivalvulida (33); Myxosporida (6)
- Koljeno Nematoda (3,457) 
  - Razred: Adenophorea (2,685); Secernentea (772)
- Koljeno Nematomorpha () (238)
- Koljeno Nemertea (Vrpčari) (1,332)
  - razred: Anopla () (571); Enopla () (698); neoznačeno (63; Porodica (1): Arhynchonemertidae (1); Rodovi (62): Ascaris (1); Borlasia (9); Carinella (1); Cephalonema (1); Chloraima (1); Cosmocephala (1); Eupolia (3); Fasciola (1); Gordius (8); Hallezia (1); Hyalonemertes (1); Lobilabrum (1); Loxorrhochma (1); Meckelia (4); Nareda (1); Nemertes (7); Omatoplea (1); Ommatoplea (1); Planaria (2); Polia (3); Polystemma (1); Prostoma (6); Scotia (1); Serpentaria (1); Stimpsonia (1); Vermiculus (3)
- Koljeno Onychophora () (167) 
  - razred: neoznačeno (167) 
    - Red: neoznačeno (167) 
      - Porodica: Peripatidae (Peripatatus) (66); Peripatopsidae (Peripatatus) (101)
- Koljeno Orthonectida (24)
  - Razred: neoznačeno (24)
    - Red. neoznačeno (24)
      - Porodica: Pelmatosphaeridae (Invert) (1); Rhopaluridae (Invert) (23)
- Koljeno Phoronida () (10)
  - Razred: neoznačeno (10)
    - Red. neoznačeno (10)
      - Porodica: neoznačeno (10)
        - Rodovi: Phoronis (7); Phoronopsis (3)
- Koljeno Placozoa (1)
  - razred: neoznačen (1)
    - red: neoznačen (1)
      - Porodica: Trichoplacidae (1)
        - Rod (1) Trichoplax (1)
          - Vrsta: Trichoplax adhaerens
- Koljeno Platyhelminthes () (3,322)
  - Razred: Acoela (380); Archoophora (5); Cestoda (Trakavice) (52); Nemertodermatida (8); Neoophora (65); Trematoda () (1,643); Turbellaria () (1,169)
- Koljeno Porifera () (8,122)
  - Razred: Calcarea () (669); Demospongiae () (6,889); Hexactinellida () (562); neoznačeno (2; Rodovi Ceratella 1, Placodictyum, 1)
- Koljeno Priapulida (19)
  - Razred: neoznačeno (19)
    - Red: neoznačeno (19)
      - Porodica: Chaetostephanidae (2); Priapulidae (priapulids) (9); Tubuluchidae (8)
- Koljeno Rhombozoa (89)
  - Razred: neoznačeno (89)
    - Red. neoznačeno (89)
      - Porodica: Conocyemidae () (5); Dicyemidae () (83); Kantharellidae (1)
- Koljeno Rotifera (r) (1,994)
  - Razred: Eurotatoria (1,991); Pararotatoria (3)
- Koljeno Sipuncula () (206)
  - Razred: Phascolosomatidea (70); Sipunculidea (136)
- Koljeno Tardigrada () (1,018)
  - Razred: Eutardigrada (628); Heterotardigrada (389); Mesotardigrada (1)
- Koljeno Xenoturbellida (2)
  - Razred: neoznačeno (2)
    - Red: neoznačeno (2)
      - Porodica (2). Xenoturbellidae (2)
        - Rod: Xenoturbella (2)
          - Vrste. Xenoturbella bocki, Xenoturbella westbladi.

## Ugrožene vrste
Broj ugroženih vrsta po koljenima
- Annelida  (2) ugrožene vrste
- Arthropoda  (338) ugroženih vrsta
- Chordata  (3,449) ugroženih vrsta
- Cnidaria  (31) ugrožena vrsta
- Mollusca   (157) ugroženih vrsta
- Onychophora (5) ugroženih vrsta